# Синиця тайванська
Синиця тайванська (Machlolophus holsti) — вид горобцеподібних птахів родини синицевих (Paridae).

## Поширення
Ендемік Тайваню. Поширений у горах в центральній частині острова. Мешкає в первинних широколистяних лісах і іноді вторинних заростях на висоті 700—2500 м над рівнем моря.

## Опис
Тайванська синиця завдовжки близько 13 см. Має блакитно-чорну верхню частину та темно-жовту нижню частину. На голові є чубчик з чорного пір'я, деякі мають білий кінчик. Має чорну вуздечку, яка контрастує з жовтою передньою частиною обличчя. Його дзьоб короткий і чорний, ноги також чорні.